# Městská knihovna Boženy Němcové Domažlice
Městská knihovna Boženy Němcové Domažlice je veřejná knihovna s univerzálním knihovním fondem, jejímž zřizovatelem je město Domažlice. Knihovna se nachází v zrekonstruované budově bývalé sladovny. Jako pověřená knihovna vykonává regionální funkce pro domažlický region.

## Oddělení knihovny
Městská knihovna Boženy Němcové Domažlice disponuje následujícími odděleními:
- Oddělení pro dospělé čtenáře
- Oddělení pro děti a mládež
- Vzdělávací centrum
- Oddělení knihovnických služeb

## Služby
Městská knihovna Boženy Němcové Domažlice nabízí knihovnické a informační služby:
- půjčování knih, časopisů, periodik, novin, CD a DVD, e-knih, deskových her
- poskytování faktografických, bibliograficko-informačních služeb
- kopírování, tisk, skenování
- PC s přístupem na internet
- meziknihovní výpůjční služba, mezinárodní meziknihovní výpůjční služba

### Vzdělávání a kultura
- výstavy, besedy, přednášky
- kroužky pro děti a mládež
- VU3V
- Noc s Andersenem[5]

## Pobočky
Kromě hlavní budovy poskytuje Městská knihovna Boženy Němcové Domažlice knihovnické služby také ve své pobočce:
- Místní knihovna Havlovice, Havlovice, 344 01 Domažlice